# Pterygoneurum subsessile x cavifolium
Pterygoneurum subsessile x cavifolium là một loài rêu trong họ Pottiaceae. Loài này được Podp. mô tả khoa học đầu tiên năm 1921.
Danh pháp khoa học của loài này chưa được làm sáng tỏ. 